# Кубок Испании по футболу 1944/1945
Кубок Испании по футболу 1944/1945 — 41-й розыгрыш Кубка Испании по футболу выиграл Атлетик Бильбао. Этот кубок стал восьмым в истории команды. 
Соревнование прошло в период с 31 декабря 1944 по 24 июня 1945 года.

## Результаты матчей

### 1/4 финала
| Команда 1                  | Итог | Команда 2       | 1-й матч | 2-й матч |
| -------------------------- | ---- | --------------- | -------- | -------- |
| Атлетик Авиасьон де Мадрид | 1:2  | Атлетик Бильбао | 1:2      | 0:0      |
| Кастельон                  | 4:4  | Гранада         | 3:0      | 1:4      |
| Реал Овьедо                | 2:4  | Эспаньол        | 1:2      | 1:2      |
| Валенсия                   | 5:3  | Севилья         | 5:1      | 0:2      |

- Дополнительный матч

| Команда 1 | Счёт | Команда 2 |
| --------- | ---- | --------- |
| Кастельон | 1–2  | Гранада   |

### 1/2 финала
| Команда 1 | Итог | Команда 2       | 1-й матч | 2-й матч |
| --------- | ---- | --------------- | -------- | -------- |
| Валенсия  | 3:2  | Гранада         | 2:0      | 1:2      |
| Эспаньол  | 1:4  | Атлетик Бильбао | 0:0      | 1:4      |

### Финал
| 24 июня, 1945                 | \| Атлетик Бильбао \| 3:2 \| Валенсия \| \| Сарра 21′ · Ириондо 26′, 90+′ \| Голы \| Ибаньез 12′ · Мундо 37′ \| | Олимпийский стадион, Барселона |
| Атлетик Бильбао               | 3:2 | Валенсия                       |
| Сарра 21′ · Ириондо 26′, 90+′ | Голы | Ибаньез 12′ · Мундо 37′        |